# УСК Довбуш (Чернівці)
УСК «Довбуш» (Український Спортовий Клуб «Довбуш»; рум. Dovbuș Cernăuți) — українське спортивне товариство з Чернівців. Існував у 1920—1940 роках та був одним із найуспішніших футбольних клубів України. Відроджений 2018 року. Клубні барви — синя та жовта. Товариство найбільш відоме своєю футбольною командою.

## Історія
У перші десятиліття 20 сторіччя в Чернівцях було створено низку клубів, серед яких «Deutscher Fußballklub» (DFK; згодом перейменований на «Ян»), румунський «Драґош Воде», єврейські «Гакоах» і «Маккабі», польська «Полонія» та інші.
5 вересня 1920 року члени Українського Академічного Козацтва «Запороже» створили Український Спортовий Клюб «Довбуш».
| | У Чернівцях 1920 року було засноване спортове товариство "Довбуш", яке було не лише спортивним товариством. Румунська влада забороняла будь-який прояв українського життя на Буковині, тому в "Довбуші" не тільки вчили грати в футбол, але й виховували молодь в національному дусі під девізом: "В здоровому тілі - здорова душа". |
| — Суховерський Микола, один з членів товариства, Суховерський М.А. Мої спомини. Видавництво "Смолоскип". Київ. 1997. Ст. 29 | |

Футбольна дружина вдало виступила в Кубку Чернівців 1922 року. На попередньому етапі команди змагалися у двох групах, а переможці виходили до фіналу. У фінальній грі зустрілися «Довбуш» і «Маккабі», перемогли українці з рахунком 3:1.
Заснування цього товариства відбулося згідно з існуючим законом Буковини і на внесок Дмитра Губки-Безбородька. Товариство отримало назву — Українське Спортове Товариство «Довбуш». Головою новозаснованого товариства обрали д-ра Франца Єнджейовського, члена УАК «Запороже».
У 1931 році назву УСТ «Довбуш» було змінено на УСК «Довбуш».
1940 року клуб припинив діяльність, бо Буковину окупували радянські війська.

### Відродження
У 2018 році клуб відродився та почав виступати на аматорському рівні. У сезоні 2019 посів шосте місце в Першій лізі чемпіонату Чернівецької області з футболу.
У вересні 2018 року команда виграла турнір пам'яті футболіста Динамо (Київ) та Збірної України з футболу Андрія Гусіна.
Учасники чемпіонату України серед аматорів в 2020 та 2021 роках.
Чемпіони  Чернівецької області з футболу  2020 року.
Чемпіони  Чернівецької області з футболу 2021 року.
Володарі Кубку Чернівецької області з футболу  2021 році, в якому, за весь розіграш, не пропустили жодного м'яча.
Володарі Суперкубку Чернівецької області з футболу  2021 року.

## Досягнення

### XX століття
- Чемпіонат Буковини:
  -  Срібний призер (1): 1934

### XXI століття
- Чемпіонат Чернівецької області:
  -  Чемпіон (2): 2020, 2021
- Кубок Чернівецької області:
  -  Володар (1): 2021
  -  Фіналіст (1): 2020
- Суперкубок Чернівецької області:
  -  Володар (1): 2021

## Галерея

### Емблеми «Довбуша»

Емблема УСТ «Довбуш», яка використовувалась у 1920—1931 роках
Емблема УСК «Довбуш», яка використовувалась у 1931—1940 та 2018-2020 роках
Оновлена емблема УСК «Довбуш» починаючи з 2020 року

### Історичні склади «Довбуша»

Чернівецький «Довбуш» — володар Всеукраїнської Чаші 1926 року. Зліва направо: перший ряд — Козуб, Чепига, Лесько; другий ряд — Цопа О., Попик, Цопа Т.; третій ряд — Данилевич, Буш, Тарко В., Омельський («ланковий»), Кантемір, Карпович.
Станиславівська «Ревера» і чернівецький «Довбуш» перед матчем 1932 року. Буковинці у світлих футболках. Зліва направо: перший ряд — Попович (лежить праворуч); другий ряд — Рибак В., Добровольський, Буш, Цопа Т., Суховерський О., Краль (запасний півзахисник), Кульчицький, Мигайлюк В., Антоняк, Янковий, Лесько, Салабан (представник керівництва клубу).